# Aguayoaster
Aguayoaster is een geslacht van uitgestorven zee-egels uit de familie Schizasteridae.

## Soorten
- Aguayoaster aguayoi Sánchez Roig, 1952 †